# 蒙德巴什
蒙德巴什（羅馬化：Mundybash）是俄罗斯克麦罗沃州的市级镇，属塔什塔戈尔区，位于鄂毕河流域内孔多马河支流蒙德巴什河畔，地处克麦罗沃州南部，在区行政中心塔什塔戈尔西北、州府克麦罗沃东南方。东南方有同属一区的市级镇铁米尔套和卡兹。
该地2021年人口有4,106人；2010年人口5,097；2002年人口6,019；1989年人口6,915。